# Guido Menasci
Guido Menasci (Livorno, 24 marzo 1867 – Livorno, 26 dicembre 1925) è stato un librettista, letterato, giornalista  e storico dell'arte italiano.

## Biografia

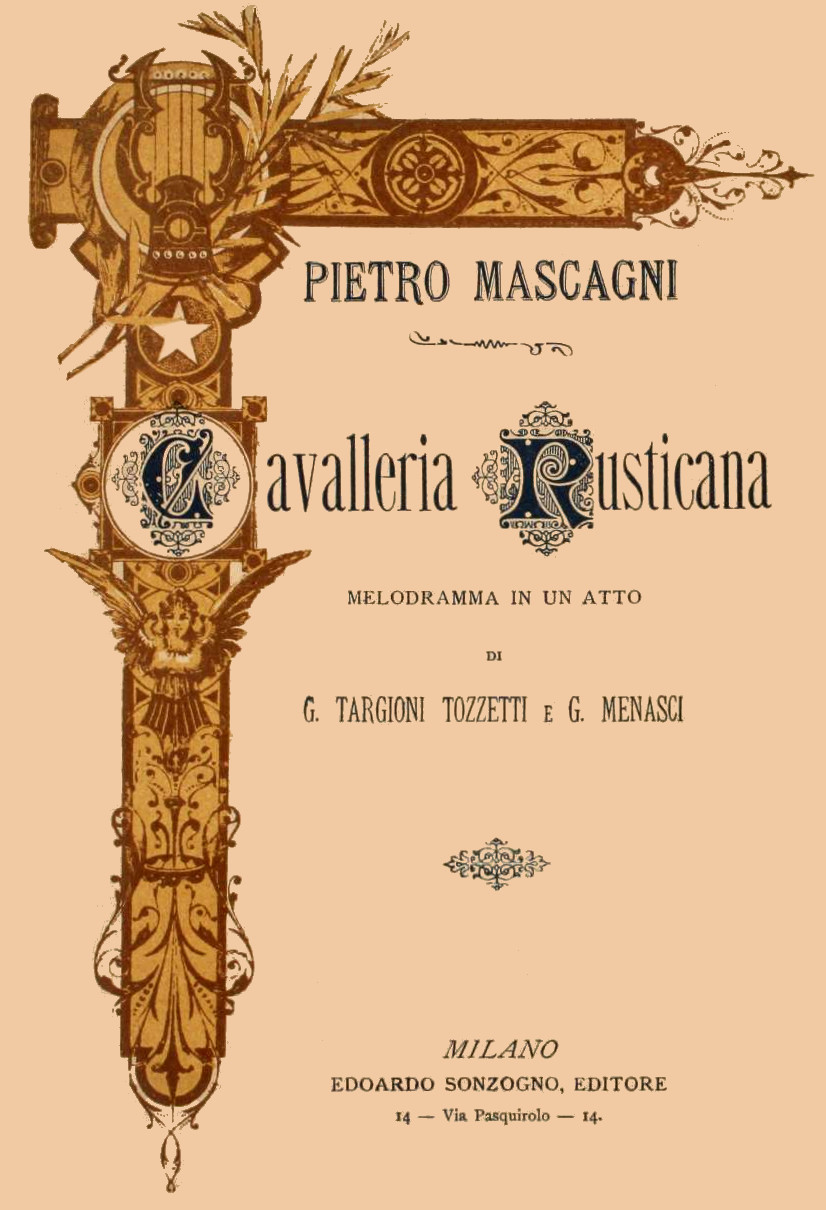
Il libretto di Cavalleria rusticana edito da Sonzogno

Dopo aver frequentato il liceo cittadino, si iscrisse alla facoltà di giurisprudenza dell'Università di Pisa, dove conseguì la laurea nel 1888. Nel 1890, conseguita l'abilitazione a procuratore presso la Corte d'appello di Lucca, iniziò l'attività forense. Tale professione rimase, comunque, ai margini dei suoi interessi poiché ben presto preferì dedicarsi all'attività letteraria collaborando con vari periodici, tra i quali la rivista bolognese Lettere e arti di Panzacchi. Estese, più tardi, le sue collaborazioni anche a periodici stranieri, quali il quotidiano francese Le Siècle, gli austriaci Neue Freie Presse e Neue Wiener Tagblatt, e il mensile inglese The English Illustrated Magazine.
Il suo libretto più famoso è stato quello di Cavalleria rusticana, scritto insieme con Giovanni Targioni-Tozzetti e musicato dall'amico e concittadino Pietro Mascagni.
L'opera, messa in scena per la prima volta al Costanzi di Roma, il 17 maggio 1890, ebbe un grande successo ed è tuttora frequentemente rappresentata. Scrisse inoltre, ancora in collaborazione con Tozzetti, i libretti delle opere I Rantzau e Zanetto, sempre di Mascagni, e per l'opera Regina Diaz di Umberto Giordano. Fu invece autore unico dei libretti per Redenzione del compositore tedesco August Scharrer e Gloria dell'austriaco Ignaz Brüll.
Personalità versatile e ricca d'interessi Menasci fu l'autore, oltre che dei libretti d'opera citati, anche di un'importante biografia su Goethe, di componimenti poetici, di alcuni libri per i ragazzi e di diversi studi di storia dell'arte.
La sua padronanza della lingua francese, che gli permise di pubblicare testi e tenere conferenze a Parigi, gli consentì di acquisire l'abilitazione all'insegnamento. Insegnò ad Agrigento e Teramo e poi a Livorno, ove, nel 1902, fu professore all'Accademia navale.
Malfermo di salute e afflitto da un male alle gambe che lo accompagnò per tutta la vita, morì nella città natale, a cinquantotto anni, negli ultimi giorni del 1925.
Livorno ha intitolato al suo nome una via cittadina.

## Opere
- Les paroles amoureuses. 1890-91, Milano, E. Sonzogno, 1891.
- Note liriche, Milano, E. Sonzogno, 1891.
- Fantasia di Natale, Roma, [s.n.], 1894.
- Il libro dei ricordi, Livorno, Giusti, 1895. Nuova ed., L'autunno, Roma, Neoclassica, 2016.
- Manuale storico della letteratura francese, Livorno, Raffaello Giusti, 1898.
- Goethe, Firenze, G. Barbera, 1899.
- La scultura, la pittura. Le arti applicate. Il Secolo XIX nella vita e nella cultura dei popoli, Menasci e altri, Milano, Vallardi, [s.d.].
- Mare nostrum, Livorno, Stabilimento d'arti grafiche S. Belforte e C., 1901.
- Gli angeli nell'arte, Firenze, Alinari, 1902.
- L'arte italiana, Milano, Remo Sandron, 1904.
- Nuovi saggi di letteratura francese, Livorno, S. Belforte & c., 1908.
- Poesia marinaresca, Palermo, Remo Sandron, 1910.
- Annata di Gloria, Palermo, Remo Sandron, 1912.
- L'autunno. Novelle, Livorno, S. Belforte e C., 1921.
- Tra I pirati del Rif. Avventure marinaresche, Palermo, Remo Sandron, 1924.

## Libretti scritti per Pietro Mascagni
- Cavalleria rusticana (17 maggio 1890)
- I Rantzau (10 novembre 1892)
- Zanetto (2 marzo 1896)